# Konstantin Irmen-Tschet
Konstantin Tschet, de son nom de naissance Konstantin Cetverikov (en russe Константин Чет), (né le 24 juin 1902 à Moscou, mort le 27 mai 1977 à Munich) est un directeur de la photographie allemand. Il prend le nom d'Irmen-Tschet après son adoption.

## Biographie
Le metteur en scène Constantin Stanislavski est son grand-oncle. Au début des années 1920, Tschet vient à Berlin et travaille dans la photo-chimie. Il commence à l'UFA comme opérateur assistant, notamment auprès de Günther Rittau.
Tschet est directeur à partir de 1925. Il participe à de grandes productions du temps de la république de Weimar, en particulier les scènes d'effets spéciaux de Metropolis.
Konstantin Irmen-Tschet n'hésite pas à travailler dans les productions nazies. Il participe essentiellement à des comédies et des revues. Son premier film en couleur est La Belle Diplomate, en 1940.
Après la Seconde Guerre mondiale, il peut continuer sa carrière. En 1946, il reçoit un engagement en Suisse. Il revient en 1948 en Allemagne et collabore avec des réalisateurs avec qui il a travaillé avant la guerre. Entre 1953 et 1954, il accompagne Hans Hass comme opérateur lors de son expédition aux îles Galapagos. Il est de nouveau en Suisse de 1957 à 1964, notamment auprès du réalisateur Franz Schnyder. Il revient à nouveau en Allemagne en tant que directeur de la photographie pour la compagnie Insel-Film dans des films documentaires et publicitaires. Son dernier travail est une commande pour l'anniversaire des 90 ans de Konrad Adenauer.
Konstantin Tschet est l'époux de l'actrice Brigitte Horney du 2 novembre 1940 à 1954.

## Filmographie

### Cinéma
- 1928 : Le Chant du prisonnier de Joe May
- 1929 : La Femme sur la Lune de Fritz Lang
- 1930 : Aimé des dieux de Hanns Schwarz
- 1930 : Le Cambrioleur (Einbrecher) de Hanns Schwarz
- 1930 : The Love Waltz
- 1930 : Valse d'amour
- 1931 : Autour d'une enquête
- 1931 : Bombes sur Monte-Carlo
- 1931 : Der Hochtourist
- 1931 : Flagrant Délit de Hanns Schwarz et Georges Tréville
- 1931 : Her Grace Commands
- 1931 : L'Homme qui cherche son assassin
- 1931 : Le Capitaine Craddock
- 1931 : Princesse, à vos ordres de Hanns Schwarz
- 1931 : Autour d'une enquête (Voruntersuchung) de Robert Siodmak
- 1932 : A Blonde Dream
- 1932 : Coup de feu à l'aube
- 1932 : Ein toller Einfall
- 1932 : F.P.1 Doesn't Answer
- 1932 : Monte Carlo Madness
- 1932 : Schuß im Morgengrauen
- 1932 : The Cheeky Devil
- 1932 : Un rêve blond
- 1932 : Vous serez ma femme
- 1933 : Le Jeune Hitlérien Quex
- 1933 : Poupée blonde
- 1933 : Victor et Victoria
- 1934 : Decoy
- 1934 : Die Insel
- 1934 : Enjoy Yourselves
- 1934 : Georges et Georgette
- 1934 : Vers l'abîme
- 1935 : Königswalzer
- 1935 : Le Miroir aux alouettes
- 1935 : Mazurka
- 1936 : Boccaccio
- 1936 : Die letzten Vier von Santa Cruz
- 1936 : Laissez faire les femmes
- 1936 : Les Gais Lurons
- 1936 : Petticoat Government
- 1936 : Valse royale
- 1937 : Ballerina
- 1937 : Gasparone
- 1937 : Les Sept Gifles
- 1937 : Menschen ohne Vaterland
- 1938 : Chasse à l'homme
- 1938 : Fortsetzung folgt
- 1938 : Nanon
- 1939 : Allo Janine
- 1939 : Castelli in aria
- 1939 : The Governor
- 1940 : Cora Terry
- 1941 : La Belle Diplomate (Frauen sind doch bessere Diplomaten) de Georg Jacoby
- 1941 : Männerwirtschaft
- 1943 : Les Aventures fantastiques du baron Münchhausen
- 1944 : Das Hochzeitshotel
- 1944 : La femme de mes rêves
- 1945 : Pole Poppenspaeler
- 1948 : Après la tourmente
- 1949 : Der Posaunist
- 1949 : Der blaue Strohhut
- 1949 : Verspieltes Leben
- 1950 : Alles für die Firma
- 1950 : Der Mann, der zweimal leben wollte
- 1950 : Die fidele Tankstelle
- 1951 : Heidelberger Romanze
- 1951 : Unvergängliches Licht
- 1952 : Das kann jedem passieren
- 1952 : Palace Hotel
- 1952 : Wir tanzen auf dem Regenbogen
- 1953 : Divorcée
- 1953 : Le Rêve brisé
- 1953 : Salto Mortale
- 1954 : Hoheit lassen bitten
- 1954 : Weg in die Vergangenheit
- 1956 : Vergiß wenn Du kannst
- 1957 : Der 10. Mai
- 1957 : Der Glücksbringer
- 1958 : Die Käserei in der Vehfreude
- 1960 : Anne Bäbi Jowäger - I. Teil: Wie Jakobli zu einer Frau kommt
- 1962 : Anne Bäbi Jowäger - II. Teil: Jakobli und Meyeli
- 1964 : Geld und Geist
- 1967 : Afrika tanzt
- 1968 : 90 Jahre deutscher Geshichte, 90 Jahre Konrad Adenauer

### Courts-métrages
- 1930 : Der Kampf mit dem Drachen oder: Die Tragödie des Untermieters
- 1932 : Aufforderung zum Tanz
- 1934 : Zwei Genies
- 1935 : Die Geige lockt
- 1936 : Am Lagerfeuer
- 1936 : Früh übt sich
- 1942 : Bunter Reigen
- 1951 : German Youth Administer a Community